# نجاتم بده (ترانه مدونا)
«نجاتم بده» (به انگلیسی: Rescue Me) تک‌آهنگی از هنرمند اهل ایالات متحده آمریکا مدونا است که در سال ۱۹۹۱ میلادی منتشر شد.